# Milton, Canterbury
Milton var en civil parish fram till 1934 då den blev en del av Thanington Without, i grevskapet Kent, i England. Civil parish var belägen 4 km från Canterbury och hade 13 invånare år 1931.